# Decebal
Decebal (? – Sarmizegetusa, 106.) je posljednji kralj Dačana koji je vladao u razdoblju od 87. do 106. godine. Decebalovo pravo ime je bilo Diurpaneus, ali je nakon pobjeda u ratovima tijekom 84. – 85. godine protiv Rimljana nazvan Decebalus, što vjerojatno znači "snaga Dačana".

## Životopis
Poslije gotovo jednog stoljeća nesloge, ujedinio je dačanska plemena i dugo je uspješno odolijevao rimskoj ekspanziji. Ali, i pored sve upornosti, nije se mogao oduprijeti nadmoćnoj vojsci cara Trajana, koja je u dva navrata prodrla u zemlju Dačana. Poslije pada dačanske prijestolnice, Decebal je nastavio otpor na sjeveru zemlje. Nakon što je bio opkoljen, izvršio je samoubojstvo. Time je nestala i samostalnost Dačana, a njihova zemlja postala je rimska provincija Dacija.

## Značaj
U Rumunjskoj se smatra jednim od nacionalnih junaka. Za vrijeme 1990-ih, u stijenu blizu grada Orşova uklesano je 40 metara visoko Decebalovo lice.